# PFC 슬라비아 소피아
PFC 슬라비아 소피아(ПФК Славия София)는 불가리아의 축구 클럽으로, 소피아를 연고지로 한다. 현재 파르바리가에 참가하고 있다.

## 선수 명단

### 현역
참고: FIFA 자격 규정에 따라 소속된 국가대표팀 국기를 표시합니다. 선수는 복수의 FIFA 비회원국 국적을 가지고 있을 수 있습니다.
| 번호 | 포지션 | 국적 | 이름 |
| ---- | ------ | ---- | ---- |

| 번호 | 포지션 | 국적 | 이름 |
| ---- | ------ | ---- | ---- |

## 역대 감독
| 감독             | 임기 |
| ---------------- | ---- |
| 호세 마리 바케로 | 2023 |